# نمو معرفي

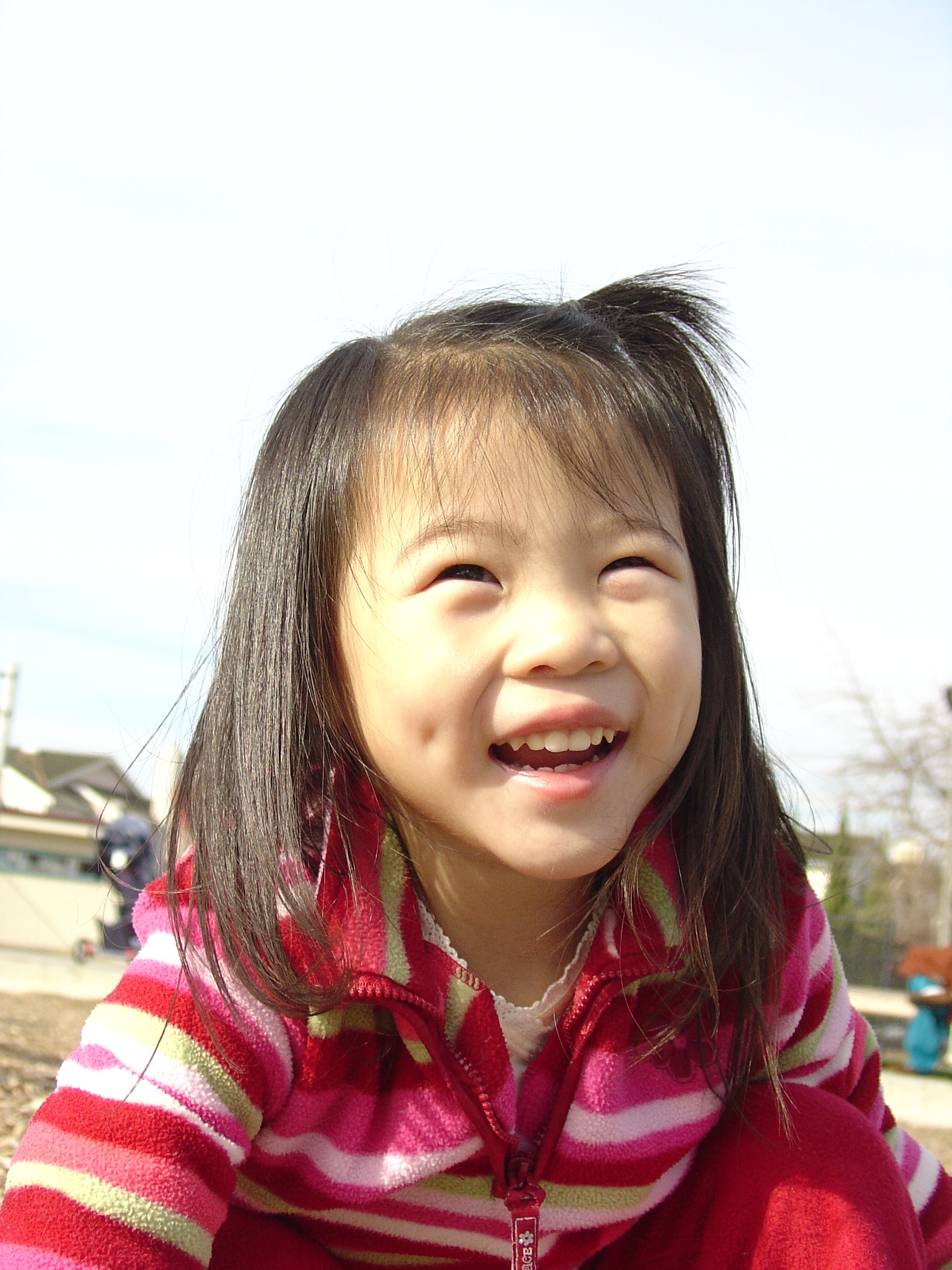

النمو المعرفي (بالإنجليزية: Cognitive development) هو مجال لدراسة علم الأعصاب وعلم النفس، يركز على نمو الطفل في مدى معالجة المعلومات والمصادر المفاهيمية والمهارات الإدراكية وتعلم اللغة وجوانب الأخرى من النمو العقلي وعلم النفس المعرفي مقارنة بوجهة نظر البالغين. بمعنى آخر النمو المعرفي هو ظهور المقدرة على التفكير والفهم.
جزء كبير من الدراسات انخرطت في فهم كيفية تخيل الطفل للعالم.
كان لجان بياجيه دفعة رئيسية في إنشاء هذا المجال، مشكلاً نظريته «نظرية النمو المعرفي» اقترح بياجيه أربع مراحل للنمو المعرفي: الحسي الحركي،  وما قبل المفاهيم (العمليات)، والعمليات العقلية أو الواقعية، والعمليات الشكلية أو التجريدية.
بالرغم من أن وصفه لأكثر التغييرات البارزة في الإدراك مع تقدم العمر (انتقلت من كونها تعتمد على الأفعال والإدراك في مرحلة الطفولة، إلى فهم أكثر الجوانب الواقعية التي يمكن ملاحظتها في مرحلة الطفولة، للاستيلاء على القواعد المجردة الاساسية والمبادئ في مرحلة المراهقة) التي لاتزال مقبولة بشكل عام في يومنا هذا.
ربما بنفس القدر من الأهمية حدد ووصف بياجيه العديد من التغيرات المعرفية التي ينبغي شرحها مثل: دوام الشيء في مرحلة الطفولة، وفهم العلاقات المنطقية وسبب تأثير المنطق في سن الأطفال في المدرسة.
العديد من الظواهر التي وصفها لاتزال تجذب اهتمام العديد من الباحثين الحاليين.
في السنوات الأخيرة، تحسنت النماذج البديلة بما يتضمنها من نظرية معالجة العمليات ونظريات بياجيه الحديثة للنمو المعرفي، التي تهدف إلى دمج أفكار بياجيه مع العديد من النماذج الحالية والمفاهيم في العلوم التنموية والمعرفية، وعلم الأعصاب المعرفي النظري، والنهج الاشتراكي البنائي.
كان الجدل الكبير في النمو المعرفي هو «الطبيعة والتنشئة», والسؤال الذي يطرح هو عما إذا كان النمو المعرفي يقاس بناءاً على الصفات الفطرية للفرد «الطبيعة», أو عن طريق تجاربهم الشخصية «التنشئة».
بالرغم من ذلك، من المعروف لدى الخبراء أن هذا الانقسام خاطئ، وهناك أدلة غامرة من العلوم الحيوية والتصرفاتية من النقاط المبكرة في النمو، ونشاطات الجينات تتفاعل مع الأحداث والتجارب في البيئة.

## الأصول التاريخية: نظرية بياجيه للنمو المعرفي
(1896- 1980) يعتقد جان بياجيه بأن الأشخاص ينتقلون بين مراحل النمو، والتي تسمح لهم بالتفكير بطرق جددة وأكثر تعقيداً.

### المرحلة الحسية الحركية
أول مرحلة من مراحل بياجيه للنمو المعرفي هي المرحلة الحسية الحركية، تستمر هذه المرحلة من الولادة إلى سن الثانية من العمر. طيلة هذه المرحلة تفتقر التصرفات إلى الإحساس بالفكر والمنطق، تنتقل التصرفات تدريجياً من كونها تعتمد على ردود الأفعال الانعكاسية إلى التفاعل مع المحيط، مع وضع الأهداف والقابلية لتمثيل العالم الخارجي إلى النهاية.
قُسمت المرحلة الحسية الحركية إلى مراحل فرعية التي تشرح وتوضح النمو التدريجي للأطفال في هذه المرحلة العمرية.

#### من الولادة إلى الشهر الأول
يولد كل طفل مع ردود أفعال متوارثة يستخدمها لاكتساب المعرفة وفهم بيئته المحيطة، من  الأمثلة على ذلك: الإمساك والمص. من الشهر الأول إلى الشهر الرابع يكرر الأطفال هذه التصرفات التي تحدث بشكل غير متوقع بسبب ردود الأفعال الانعكاسية.
على سبيل المثال: يلامس الطفل فمه بإصبعه ومن ثم يبدأ بمصه، إذا كان الشعور يجلب السرور للطفل فإنه يميل إلى إعادة هذا التصرف مرارا وتكرارا. يستخدم الأطفال ردود أفعالهم الأولية مثل (الإمساك والمص) لاكتشاف بيئتهم المحيطة ولخلق خطط.
الخطط هي مجموعة من الأفعال والأفكار المتشابهة التي تستخدم بتكرار كاستجابة للمحيط حينما يبدأ الطفل بإنشاء الخطط فهو يستخدم الانسجام والاستيعاب (الفهم جيدا) ليصبح متكيف تدريجيا مع العالم الاستيعاب هو حينما يستجيب الطفل لحدث جديد بطريقة متوافقة مع مخطط متواجد على سبيل المثال من الممكن أن يدرك الطفل الدمية الجديدة، ومن خلال إدخال الأشياء داخل أفواههم يبدأ الطفل باستخدام الخطط وردود الأفعال الانعكاسية لجعل الدمية داخل فمه. الانسجام«الملائمة» هو حينما يصبح الطفل قادر على تعديل مخطط موجود أو يشكل مخطط جديد بالكامل للتعامل مع هدف أو حدث جديد. على سبيل المثال من الممكن أن يفتح الطفل الرضيع فمه بشكل أوسع من المعتاد ليتلائم حجم فمه مع كف الدمية.

#### من 5 إلى 8 شهور
يمتلك الطفل خبرة مع المثيرات الخارجية التي تجلب للطفل المتعة والسرور فلذلك هو يحاول إعادة تلك التجربة، مثال على ذلك حينما يوجه الطفل ضربات غير مقصودة إلى الدمى المعلقة فوق السرير ويستمتع بمشاهدتها وهي تدور. وحينما تتوقف يبدأ الطفل بإمساك الأشياء لجعلها تدور مرة أخرى، في هذه المرحلة تتشكل العادات من كونها خطط عامة قد أنشأها الطفل من قبل ولكن لم ينتهي منها كليا، وأي فروقات بين الوسائل والغايات من وجهة نظر الطفل. ليس باستطاعة للأطفال التركيز على مهام متعددة في وقت واحد فهم يركزون فقط على المهمة اللتي في متناول أيديهم فقط. من الممكن أن يبتدع الطفل عادة دوران الدمى المعلقة فوق السرير ولكن لايزال يحاول جاهدا العثور على طرق ليصل إلى الدمى ولجعلها تدور بالطريقة اللتي تجلب السرور له، إذا كان هناك إلهاء آخر (كمشي الوالد في الغرفة) فإن الطفل لن يركز على الدمى المعلقة. يجب أن تعطى الدمى للأطفال كردة فعل لتعزيز غرائزهم الاستقصائية على سبيل المثال دمية للأطفال، عندما تضغط زر واحد فإن اللعبة تشغل الأغنية بعدها الصورة تظهر فجأه حينما تضغط زر آخر.

#### من 8 شهور إلى 12 شهر
سيتم إبراز السلوكيات لسبب ما وليس عن طريق الصدفة فهم يبدأون في فهم بأن كل فعل من الممكن أن يسبب ردة فعل، أيضا يبدأون بفهم دوام الشيء، وهو الإدراك بأن الاشياء تبقى على قيد الحياة حتى وإن تم إزالتها من العرض. على سبيل المثال عندما يريد الطفل الخشخيشة (هي لعبة تحدث صوتا عند هزها يلهى بها الرضيع) ولكن البطانية تعترض طريقه فيبعد الطفل البطانية للحصول على الخشخيشة. الآن يمكن للطفل أن يدرك بأن الاشياء لاتزال موجودة، وبإمكانهم جميعا التفريق بين الأشياء والتجارب من جراء هذه الاشياء. وفقا لما ذكره الأخصائي النفسي ديفيد إيلكايند «بأن التصوير الداخلي للأشياء المفقودة هو أقرب تعبير للوظيفة الرمزية، واللتي تتطور تدريجيا خلال السنة الثانية من حياة هؤلاء الذين تسيطر نشاطاتهم على المرحلة التالية من النمو العقلي».

#### من 12 إلى 18 شهر
تظهر التصرفات عمدا مع بعض الاختلافات مثال على ذلك يطبل الطفل على الوعاء بالملعقة الخشبية، ثم يطبل على الأرض، ثم يطبل على الأرض.

#### من 18 إلى 24 شهر
يبدأ الطفل ببناء رموز عقلية ويبدأ بالمشاركة في اللعب الخيالي، على سبيل المثال عندما يخلط الطفل المكونات مع بعضها البعض وهو ليس لديه ملعقة فهو يتظاهر باستخدام الملعقة أو يستخدم أداة أخرى بديلة للمعلقة. التفكير الرمزي هو تصوير للأشياء والأحداث على هيئة كيانات عقلية أو رمزية مما يساعد على النمو المعرفي والتشكيل التخيلي. وفقا لبياجيه، فإن الرضيع يبدأ بالتصرف طبقا للذكاء عوضا عن العادة في هذه النقطة. تم تأسيس النتيجة (الحصيلة) النهائية بعد سعي الطفل من أجل غاية معينة تتشكل الوسائل من الخطط اللتي يعرفها الطفل مسبقا يبدأ الطفل بتعلم كيف يستخدم الاشياء التي تعلمها في أول سنتين، ليطور ويواصل استكشاف بيئته المحيطة.
تمثل هذه المراحل الفرعية الستة النمو التقريبي الذي يمر فيها الطفل خلال مرحلة بياجيه الحسية من الولادة حتى سن الثانية، حينما يكتسب الطفل القدرة على تصور الواقع ذهنيا، يبدأ الطفل بالانتقال إلى مرحلة ماقبل المفاهيم (العمليات) من التطور المعرفي.

### مرحلة ماقبل المفاهيم (العمليات)
تستمر هذه المرحلة من سن الثانية حتى سن السادسة أو السابعة. ويمكن تمييزها بطريقتين مختلفتين إلى حد ما. في أفعاله المبكرة، وقبل أن يطور من نظريته المعرفية البنيوية، وصف بياجيه أفكار الطفل أثناء هذه الفترة كونها خاضعة لمبادئ مثل الأنانية والروحانية وبنيات أخرى مشابهة. الأنانية هي عندما يرى الطفل حالة معينة فقط بحسب طريقته الخاصة. حينها لايستطيع إدراك بأن الاشخاص لديهم آراء وتصورات من السيناريوهات أخرى. الروحانية هي عندما يعطي الشخص الاشياء الجامدة (عديمة الحياة) ميزات إنسانية غالبا ما يعتقد الشخص بأن هذه الأشياء لديها مشاعر وأفكار ونوايا إنسانية. في حين أنه قد اقترح نظريته البنيوية، وصف بياجيه الطفل مرحلة ماقبل المفاهيم (العمليات) بافتقار الطفل إلى البنية المعرفية. غياب هذه الأساسيات يوضح في هذا الجزء كما وصف بياجيه التصرفات مسبقا كالأنانية والروحانية، على سبيل المثال عدم القدرة على إدراك أن الاشخاص الآخرين من الممكن أن تكون لديهم ردود أفعال عاطفية لتجارب مشابهة. يصبح الأطفال بشكل متزايد أثناء هذه المرحلة بارعون في استخدام الرموز كدلائل مع زيادة نشاطاتهم في اللعب والتظاهر.

### مرحلة العمليات العقلية أو الواقعية
تستمر من سن السادسة أو السابعة إلى مايقارب سن ال12 أو 13 أثناء هذه المرحلة بإمكان وصف بنية الطفل المعرفية بالعلاج الجماعي. ناقش بياجيه بأن نفس المبادئ العامه من الممكن تمييزها من مجموعة واسعة من السلوكيات. يعد الحفظ واحدة من أهم الإنجازات المعروفة في هذه المرحلة. في تجربة الحفظ النموذجية على سبيل المثال، يسأل الطفل ليحكم ما إذا كانت الكميتين متساوية أو لا، كمثال كميتين متساوية من سائل موضوع في كأس قصير والآخر طويل. عادة ما يحكم الطفل في مرحلة ماقبل المفاهيم (العمليات) بأن الكأس الأطول والأنحف يحتوي على كمية أكثر، بينما الطفل في مرحلة العمليات العقلية أو الواقعية سيلاحظ بأن الكمية متساوية. المقدرة على التفكير بهذه الطريقة تعكس تطور مبدأ الحفظ.

### مرحلة العملية الشكلية أو التجريدية
تستمر هذه المرحلة من 12 سنة أو 13 سنة إلى سن البلوغ وتتقدم من التفكير المنطقي مع الأمثلة الملموسة إلى الأمثلة التجريدية. احتياج الأمثلة الملموسة (العينية) لم يعد ضروري لأن من الممكن استخدام التفكير التجريدي عوضا عنه. لدى المراهقين في هذه المرحلة القدرة على رؤية أنفسهم في المستقبل وبإمكانهم تصور الحياة المثالية اللذين يرغبون لتحقيقها. يعتقد بعض العلماء النظريون بأن مرحلة العملية الشكلية أو التجريدية من الممكن تقسيمها إلى فئتين فرعيتين: عملية شكلية فكرية مبكرة وعملية شكلية فكرية متأخرة من الممكن أن تكون العملية الشكلية الفكرية المبكرة مجرد أوهام وخيالات، وبينما يتقدم المراهقون إلى العملية الشكلية الفكرية المتأخرة ومن تجارب الحياة اللتي يواجهونها تتغير تلك الخيالات والأوهام إلى أفكار واقعية .

### انتقاد
العديد من ادعاءات بياجيه خسرت على سبيل المثال، زعم بأن الأطفال الصغار ليست بمقدرتهم حفظ الأرقام بينما أظهرت العديد من التجارب بأن الأطفال لم يدركوا ماكان يطلب منهم . عندما تتم التجربة مع الحلوى، ويطلب من الأطفال لتحديد ما يفضلون أو بدلا من إخبار البالغين بإعطائهم المزيد، فلا يظهر عليهم أي تردد على اختيار المجموعة اللتي لديها نقاط أكثر .

## علم الأعصاب
خلال النمو وخصيصا في بضع الشهور الأولى يظهر الأطفال أنماط مثيرة للاهتمام من النمو العصبي ودرجة عالية من المرونة العصبية. المرونة العصبية كما وضحتها منظمة الصحة العالمية ممكن إيجازها في ثلاث نقاط 1- أي آلية تلاؤمية يستخدمها الجهاز العصبي لإصلاح نفسه بعد أي إصابة. 2- أي الوسائل التي بالإمكان اتباعها بحيث أن الجهاز العصبي يصلح الدوائر المركزية المتضررة على انفراد. 3- أي الوسائل اللتي تمكن من قدرة الجاهز العصبي المركزي التأقلم مع الظروف الفسيولوجية الجديدة والبيئة. العلاقة مابين النمو العقلي والنمو المعرفي معقدة للغاية، منذ ال1990 حازت على اهتمام الأبحاث فأصبح مجال خصب لدراسته.

### التأثيرات الثقافية
من وجهة نظر علماء النفس الثقافية، العقل والثقافة يشكلون بعضهم البعض . بمعنى آخر، تؤثر الثقافة على بنية العقل ومن ثم تؤثر على تفسيرنا للثقافة. تكشف هذه الأمثلة عن الاختلافات الثقافية في الاستجابات العصبية:

#### مهمة الرقم الخط (هيدين وآخرون إلى 2008)
أظهرت الأبحاث السلوكية بأن قوة المرء في المهام المستقلة أو الاتكالية تختلف بناءا على حالتهم الثقافية. بشكل عام، ثقافات شرق آسيا هي إتكالية أكثر من الثقافات الغربية . أظهرت الدراسات بأن المشاركة تستخدم مناطق من الدماغ مصاحبة للتحكم بسيكولوجية الانتباه عندما يؤدون مهام متعارضة ثقافيا. بمعنى آخر المسارات العصبية المختلفة المستخدمة لنفس المهام تختلف بالنسبة للأمريكين والشرق آسيوين.

#### كوباياشي وآخرون 2007
قارن كوباياشي وآخرون بين الأمريكية الإنجلزية أحادي اللغة واليابانية الإنجلزيبة ثنائي اللغة بأن استجابات عقول الأطفال في فهم نوايا الآخرين غالبا ما تكون خاطئة لاستنادهم على القصص والأفلام الكرتونية . ووجدوا أيضا إنعاش كامل لمنطقة القشرة الدماغية في نظرية مهام العقل بينما أظهر الأطفال الأمريكيون نشاطات أعلى في التلفيف الأمامي الموجود في الجهة اليسرى من الدماغ أثناء المهام، بينما لوحظ نشاط أعلى للأطفال اليابانبون في التلفيف الأمامي الموجود في الجهة اليمنى للدماغ طيلة نظرية اليابانيون لمهام العقل. في الختام، تشير هذه الأمثلة بأن أنشطة الدماغ العصبية ليست متساوية عالميا بل تختلف اعتمادا على الثقافة.
بسمه الجارالله -
7EC
جامعة الأميرة نوره بنت عبد الرحمن - كلية اللغات والترجمة
2015